# Nowoozerne (Krym)
Nowoozerne (ukr. Новоозерне, ros. Новоозёрное, Nowooziornoje) – osiedle typu miejskiego na Ukrainie, w Autonomicznej Republice Krymu (de iure stanowiącej integralną część państwa ukraińskiego, w 2014 anektowanej przez Rosję i odtąd funkcjonującej jako Republika Krymu), administracyjnie podlegające radzie miejskiej w Eupatorii. W 2001 liczyło 6105 mieszkańców. Według spisu ludności przeprowadzonego przez okupacyjne władze rosyjskie populacja w 2014 wynosiła 4998, a w 2021 - 5085 osób.